# Рожен (село)
Ро́жен (болг. Рожен) — село в Благоєвградській області Болгарії. Входить до складу общини Санданський.

## Населення
За даними перепису населення 2011 року у селі проживали 19 осіб, усі — болгари.
Розподіл населення за віком у 2011 році:
Динаміка населення: